# 伏見ミリオン座
伏見ミリオン座（ふしみミリオンざ）は、愛知県名古屋市中区錦2丁目15-5にある映画館（ミニシアター）。

## 概要
2005年（平成17年）12月17日には名古屋市中区栄1丁目4-16に初代の伏見ミリオン座（3スクリーン）が開館した。2019年（平成31年）4月19日には名古屋市中区錦2丁目15-5に移転し、スクリーン数・座席数が増やされた。2019年（平成31年）3月31日に大須シネマが開館するまでは、名古屋市でもっとも新しいミニシアターだった。
スターキャット・ケーブルネットワークによって運営されている。スターキャット・ケーブルネットワークは1983年開館のゴールド劇場・シルバー劇場（2012年閉館）、2000年開館のセンチュリーシネマも運営している。

## 前史

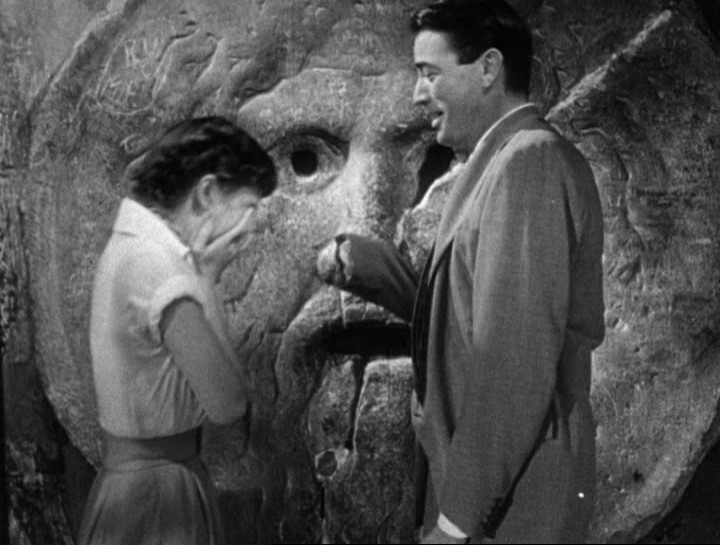
初代ミリオン座で上映された『ローマの休日』

名古屋市の二大繁華街である名駅と栄に挟まれた伏見と呼ばれる地区には、1895年（明治28年）創業の劇場である御園座が象徴的存在である。1950年（昭和25年）11月2日、古川爲三郎率いるヘラルドグループが洋画ロードショー館のミリオン座を設立。館名は当時、名古屋市の人口が100万人を突破したことに由来している。ミリオン座の内部には壁画が描かれていた。
開館番組は『ジョルスン物語』（アルフレッド・E・グリーン監督、1946年制作）だった。主に洋画の大作・話題作が上映されており、『バンビ』、『ピノキオ』、『禁じられた遊び』、『ローマの休日』など数々のヒット作を輩出した。
1960年代後半には街のにぎわいが栄と名駅に移り、両者の中間にある伏見地区の映画館には大作が配給されなくなった。昭和30年代後半には名画座路線に転換し、旧作や名作の上映、シリーズ物の連続上映、アートシアター系作品の上映などで人気を集めた。1980年に支配人に就任した牧野鐘徳は大手配給会社との契約を打ち切り、アート系映画への特化を決定した。この決定は映画ファンの支持を受け、今日のミニシアターの先駆けとなった。
1980年代半ばには建物の老朽化、周辺の繁華街の地盤沈下などもあって、ヘラルドグループはミリオン座の閉館を決定した。『はだしのゲン』が最終上映作品となり、1983年（昭和58年）9月2日をもって閉館した。跡地には1984年（昭和59年）にライブハウス「HeartLand STUDIO」が建ち、2015年（平成27年）まで営業（その後雲竜フレックスビルに移転）。2019年現在は解体され駐車場となっている。
なお、ミリオン座と入れ替わるように、ヘラルドグループは国鉄名古屋駅西口にゴールド劇場・シルバー劇場を開館させている。伏見には1938年（昭和13年）に開館した名宝会館なども存在したが、名宝会館は2002年（平成14年）に閉館し、伏見から映画館がなくなった。

## 歴史

### 2005年開館の映画館
2005年（平成17年）12月17日、スターキャット・エンタープライズによって、前身のミリオン座とはやや離れた場所に3スクリーンを持つ伏見ミリオン座が開館した。「ミリオン座」という名称の映画館は22年ぶりであり、旧ミリオン座のトレードマークだった王冠のロゴを引き継いでいる。開館前の12月上旬には旧ミリオン座最後の支配人だった牧野鐘徳が伏見ミリオン座を感慨深げに訪れている。
初回上映作品は旧ミリオン座で何度も上映された『ローマの休日』。開館初日の12月17日にはその他に『疾走』（SABU監督）、『ポビーとディンガン』（ピーター・カッタネオ監督）、『ディア・ウェンディ』（トマス・ヴィンターベア監督）が上映された。
4階建てのビルに3スクリーンを持つ。1階に169席のミリオン1、3階に105席のミリオン2と67席のミリオン3があり、1階にはロビー・チケット窓口・売店・カフェなどがある。店内売店ではフェアトレードコーヒーを販売している。
- 所在地：愛知県名古屋市中区栄1-4-16
- アクセス : 名古屋市営地下鉄東山線・鶴舞線 伏見駅から西へ約2分。
- 座席数：ミリオン1（1階） : 169席、ミリオン2（3階） : 105席、ミリオン3（3階） : 67席[10]。

### 2019年開館の映画館
2005年（平成17年）から2019年（平成31年）まで使用していた建物は名古屋市営地下鉄東山線・鶴舞線伏見駅南西側にあったが、賃貸借契約満了に伴う移転のため2019年4月7日をもって閉館。同館の最多動員記録を樹立した『この世界の片隅に』（片渕須直監督）が最終上映作となった。なお、旧館の建物は2020年2月2日時点で既に解体されている。
2018年（平成30年）5月には移転後の建物の工事（設計・施工は大林組名古屋支店）に着工。2019年（平成31年）4月19日、伏見駅北東側に新築した建物での営業を開始した。この建物は地上7階建てであり、スクリーン数は現在の3スクリーンから4スクリーンに、座席数は現在の計341席から計417席に増えた。1階には現在と同じようにカフェが設置されている。
| スクリーンNo. | 所在階 | 座席数 | 車椅子席 |
| ------------- | ------ | ------ | -------- |
| 1             | 2階    | 184    | 1        |
| 2             | 2階    | 47     | 1        |
| 3             | 3階    | 109    | 1        |
| 4             | 3階    | 74     | 1        |

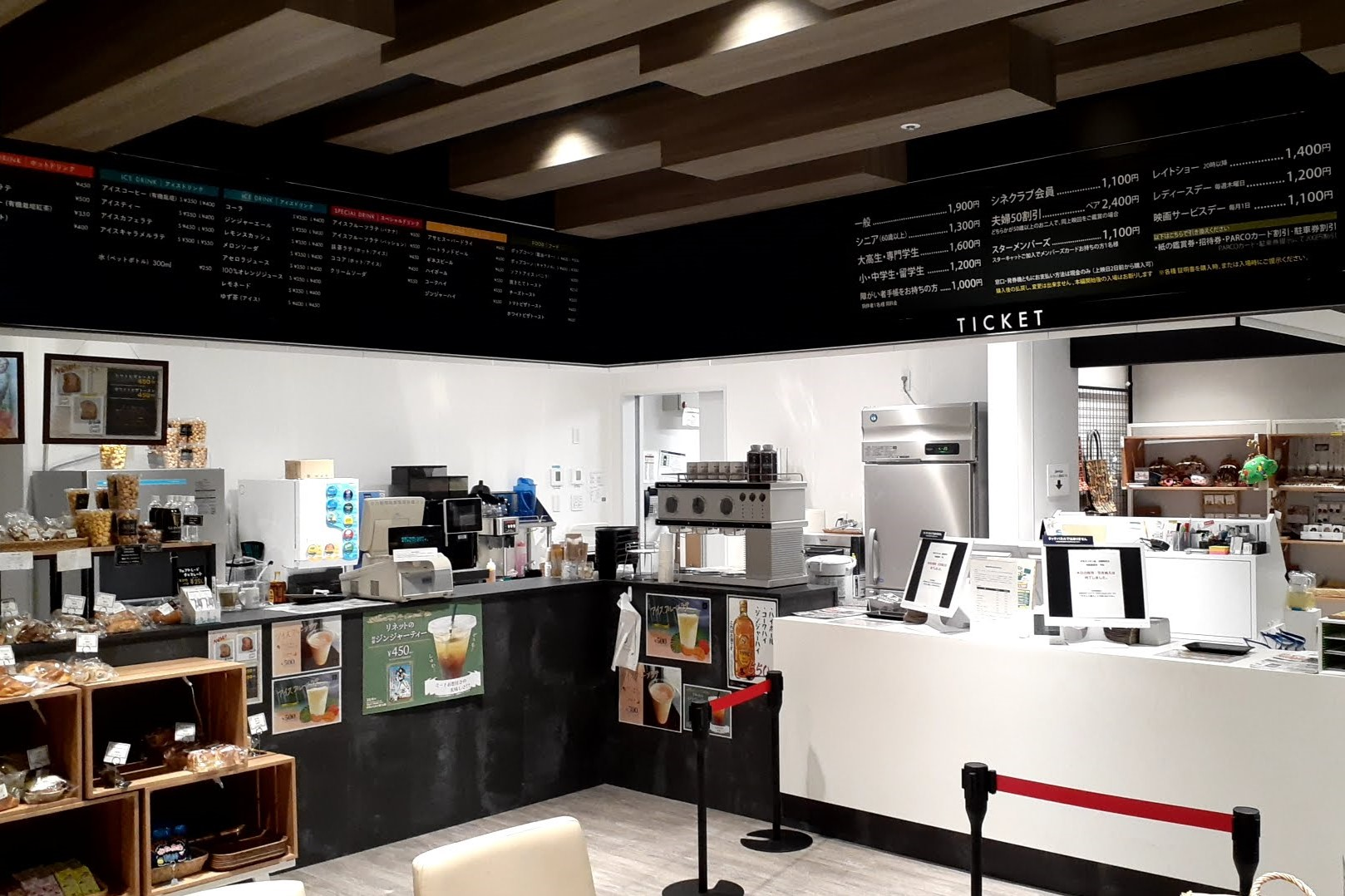
カウンター
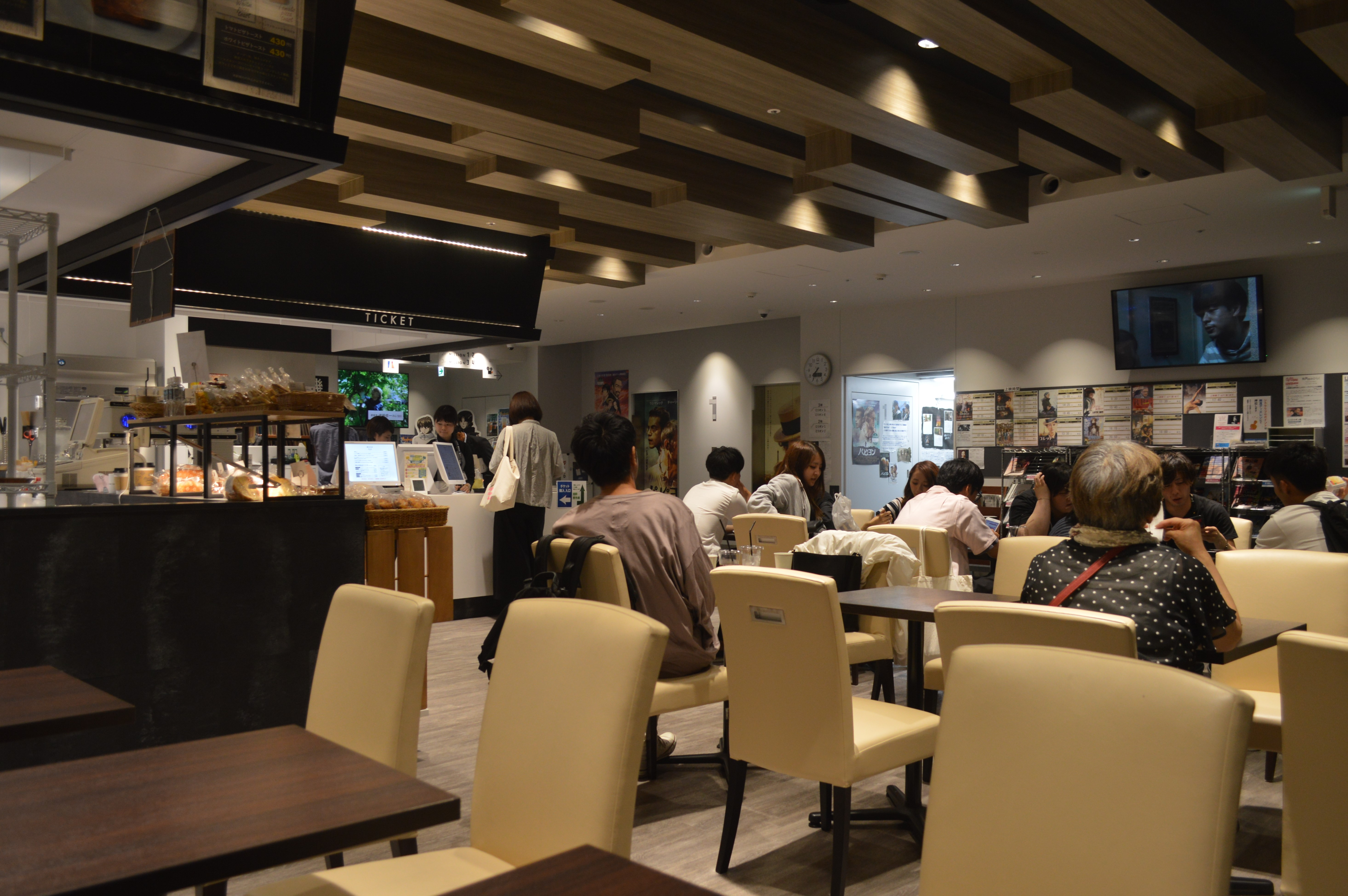
カフェスペース
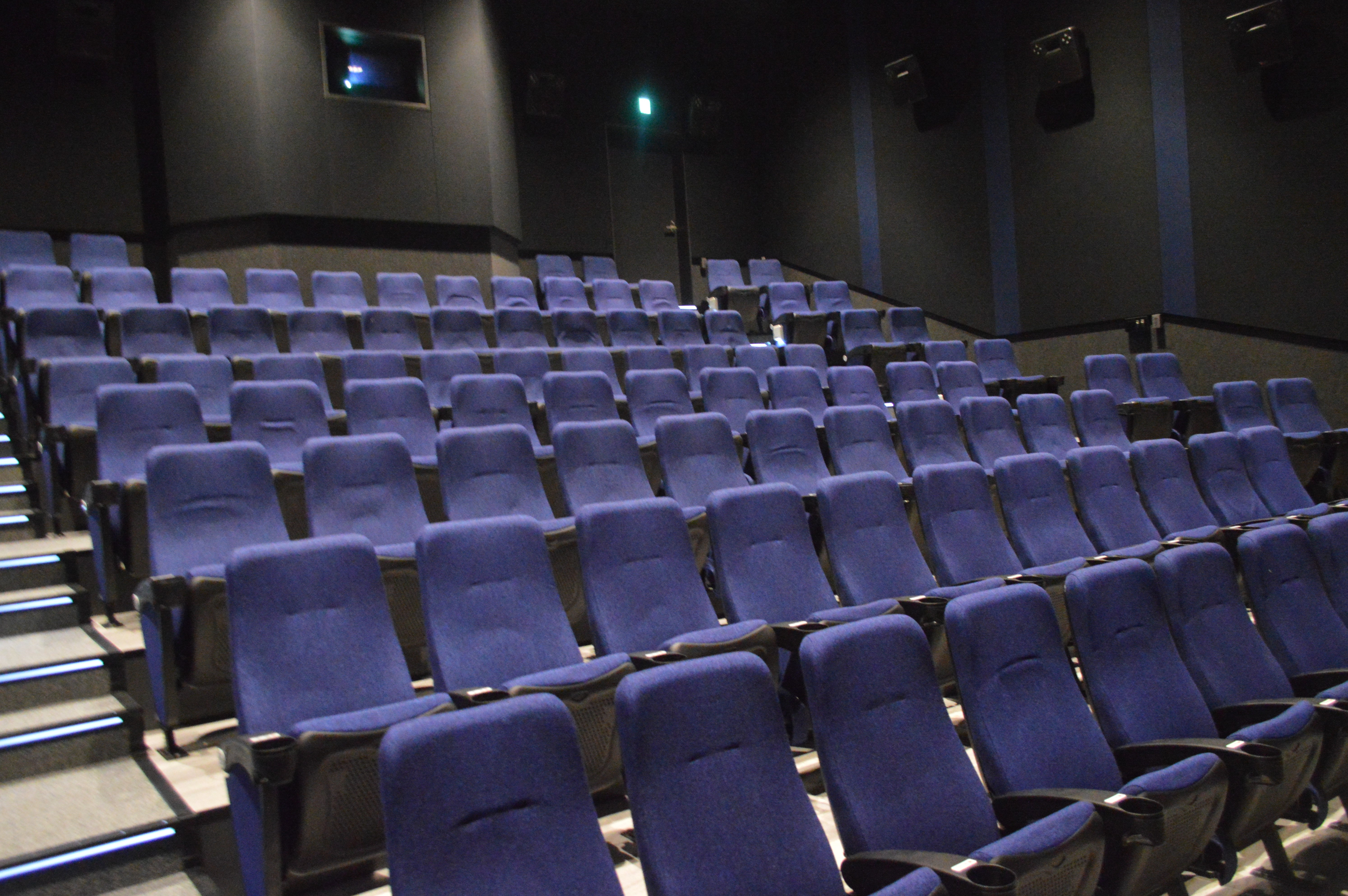
ホール
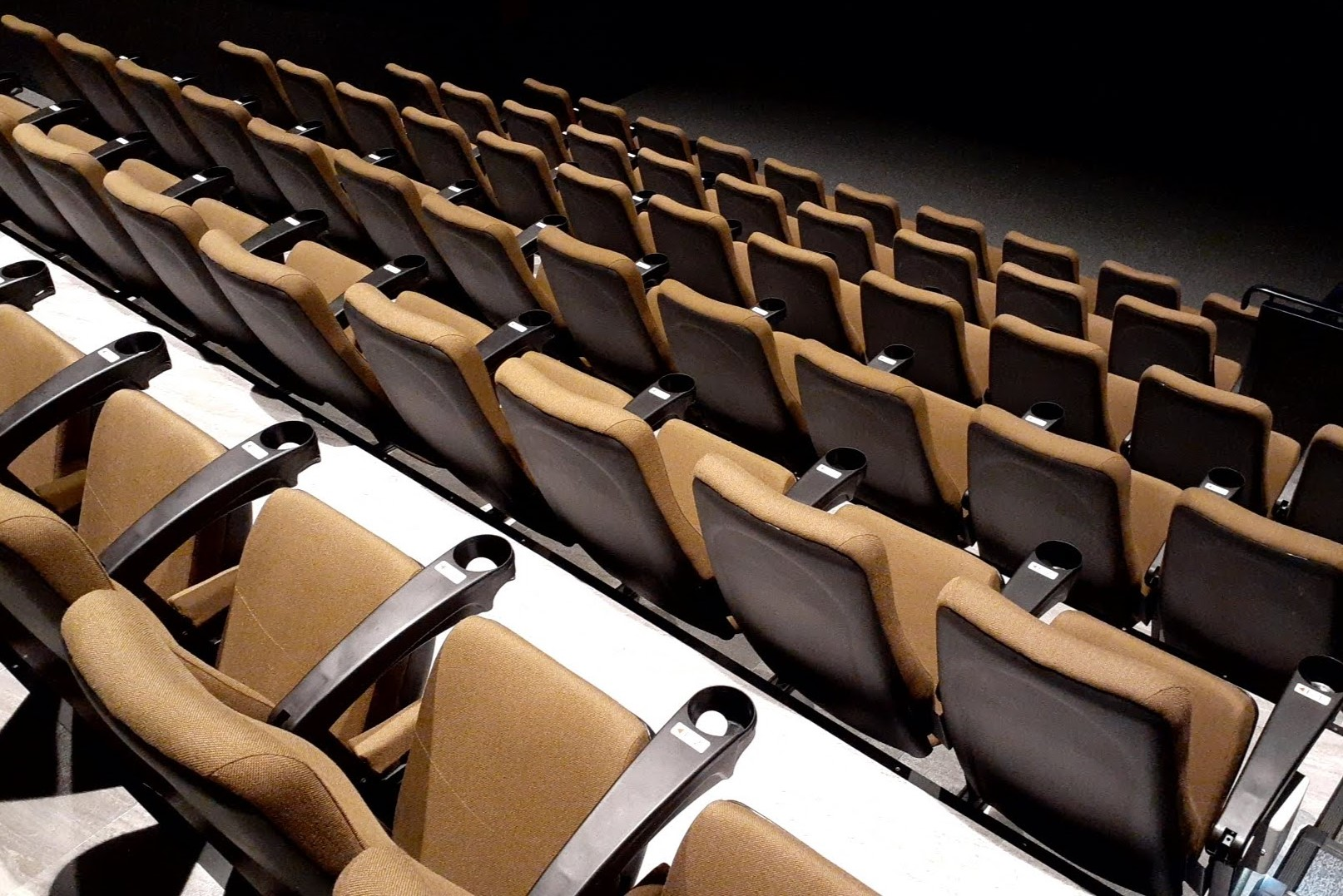
ホール